# Maya (taróloga)
Eunice Cristina Maia Morais de Carvalho, geralmente conhecida por Maya (Amadora, 21 de dezembro de 1959) é uma taróloga, apresentadora de televisão, relações-públicas e socialite portuguesa. Maya tornou-se conhecida sobretudo pela sua participação como taróloga em programas de televisão.

## Carreira
Fez teatro de revista no Parque Mayer, foi artista no Circo Victor Hugo Cardinali e frequentou aulas de bailado clássico com Vera Varela Cid. Frequentou a licenciatura em Direito durante três anos, não tendo concluído o curso. Concluiu o curso do magistério primário em 1980, tendo sido professora do ensino básico.
Estreou-se como taróloga em 1990, no jornal Público. Assinou inicialmente uma coluna de astrologia como Maia, passando depois a usar Maya a pedido do cartoonista António Maia, que também trabalhava para o jornal. Em 2015 a coluna ainda se mantinha, agora com o nome "Cartas da Maya".
Em maio de 2002, Maya afirmou ter sido convidada para apresentar o talk-show "Vencedores", na RTP1, por 10 mil euros mensais, tendo a direção da estação televisiva desmentido qualquer contratação. O caso acabou sendo referido pelo ministro Morais Sarmento na reunião da Comissão Parlamentar de Assuntos Constitucionais, Direitos, Liberdades e Garantias, que o mostrou como o exemplo mais recente das "contratações milionárias" da televisão pública.
Em 2011, era presença assídua no programa ‘Companhia das Manhãs’, da SIC, é diretora das empresas Maya Eventos e Cartas da Maya.
Entre 2013 e 17 de março de 2021, apresentou o Manhã CM, da CMTV.
Em 2016, Maya escreveu o livro "50 razões para mudar para o Sport Lisboa e Benfica", publicado pela Chiado Editora, a meias com André Ventura, que conheceu na CMTV.
A 1 de junho de 2019, apresentou o Madeira Fashion Weekend, no Cais do Carvão, no Funchal, a convite de Elma Aveiro.
Apresentou o programa das tardes "Tarde CM", na CMTV, entre 2021 e 2023, emitido entre as 16h00 e as 18h00, concorrendo no mesmo horário com Júlia, apresentado por Júlia Pinheiro, na SIC, Goucha, com apresentação de Manuel Luís Goucha, na TVI e A Nossa Tarde, de Tânia Ribas de Oliveira, na RTP1.
Em abril de 2021, passa a apresentar o programa o "Separados pela Vida" que até então, era somente apresentado por Duarte Siopa.
A partir de abril de 2023, apresenta com Rui Oliveira Nunes o programa diário "Noite das Estrelas" na CMTV depois da meia-noite.

## Televisão
| Ano                | Canal | Programa                  | Obs.                                                      |
| ------------------ | ----- | ------------------------- | --------------------------------------------------------- |
| 2002 - 2005        | SIC   | SIC 10 Horas              | Signos/cartas                                             |
| 2005 - 2008        | SIC   | Fátima                    | Signos/cartas Comentadora da rubrica Tertúlia Cor-de-Rosa |
| 2008 - 2009        | SIC   | Contacto                  | Apresentadora, com Nuno Graciano                          |
| 2009 - 2010        | SIC   | Companhia das Manhãs      | Signos / Cartas                                           |
| 2011 - 2012        | SIC   | Cartas da Maya - O Dilema | Apresentadora                                             |
| 2013 - 2015        | CMTV  | Manhã CM                  | Apresentadora, com Nuno Graciano                          |
| 2015 - 2016 / 2021 | CMTV  | Manhã CM                  | Apresentadora, com Duarte Siopa                           |
| 2017 - 2020        | CMTV  | Manhã CM                  | Apresentadora com Nuno Eiró                               |
| 2018 / 2019        | CMTV  | Gala Viva a Vida          | Apresentadora com Nuno Eiró                               |
| 2021 - 2022        | CMTV  | Tarde CM                  | Apresentadora                                             |
| 2021 - 2022        | CMTV  | Separados pela Vida       | Apresentadora                                             |
| 2023 - 2024        | CMTV  | Noite das Estrelas        | Apresentadora, com Rui Oliveira Nunes                     |
| 2024 - presente    | CMTV  | Noite das Estrelas        | Apresentadora                                             |
| 2023 / 2024        | CMTV  | Gala Heróis CM            | Apresentadora, com Ágata Rodrigues                        |
| 2023               | CMTV  | Histórias de Natal        | Apresentadora                                             |